# Bandidas
Bandidas er en fransk/mexicansk/amerikansk westernkomedie fra 2006, med Penélope Cruz og Salma Hayek i hovedrollerne. Filmen er produceret og instrueret af Joachim Rønning og Espen Sandberg. Filmen handler om to meget forskellige kvinder i Mexico som skal røve en bank for at bekæmpe en bande som hærger i deres hjemby. Dette er den første film hvor Cruz og Hayek spiller sammen.

## Medvirkende
- Penélope Cruz – María Álvarez
- Salma Hayek – Sara Sandoval
- Steve Zahn – Quentin Cooke
- Dwight Yoakam – Tyler Jackson
- José María Negri – Padre Pablo
- Audra Blaser – Clarissa Ashe
- Sam Shepard – Bill Buck
- Ismael 'East' Carlo – Don Diego Sandoval